# 大本命
大本 命（おおもと みこと、1975年12月14日 - ）は、日本の男性声優。北海道出身。旧名は 大本 よしみち。

## 略歴
中学生の時はアニメが好きで、当初はアニメから入ったが、そのうち声優も意識し始めたという。声の仕事、雑誌のコラム、ラジオ、歌など、色々な場所で活躍していた職業としての声優を知った。それまで芸能人というと大本にとっては遠い存在だったという。しかし声優なら「声に良いも悪いもない」と言い、「自分の努力次第で声優になれるんじゃないか」と思い、声優を目指した。
以前はケッケコーポレーション、E-sprinGに所属していた。松濤アクターズギムナジウム、映像テクノアカデミアプロ科、プロ・フィット声優養成所第3期、E-sprinG附属養成所第1期出身。

## 人物
身長149cm、体重39kg、スリーサイズはB:80 W:60 H:78、 靴のサイズは22．5cmと小柄な体型をしている。

## 出演作品

### テレビアニメ
2000年
- 女神候補生（ルズ・サワムラ）

### 吹き替え
- KND ハチャメチャ大作戦（ナンバー363）
- テラビシアにかける橋（8年生）
- NAKEDマン･ハンティング（ディエゴ）

### ドラマCD
- これはゾンビですか?（ニホンザル）
- 女神候補生 発進前夜 〜Get a dream（ルズ・サワムラ）
- 女神候補生 The13th PRO‐ING（ルズ・サワムラ）

### テレビ
- 奥山佳恵のコミック通信（コミツ君）CS‐BOOKTV

### ナレーション
- アフタースクール公開記念特番（番宣PR）CATV
- 細胞壁破砕クロレラNEW青玉V
- ピカチュウザムービースペシャル(キッズステーション)
- ポケットモンスターベストウィッシュ集中放送(キッズステーション)
- 劇場版ポケットモンスター公開カウントダウン(キッズステーション)
- スーパーヴァーム(企業VP)
- 次世代ワールドホビーフェア2010winter｢バクレツ！大人気アニメクイズ｣

### Webドラマ
- 時空聖伝スピリンガルの扉（ゴルビチョフ）松本梨香&三重野瞳の「放課後の王様」枠内（スーパーファミコンサテラビュー/ラジオStギガ）
- スプリングガーデン(ミコト王子)
- アメフラシの花言葉(ジャック)

### ボイスオーバー
- Story of spain(wowow)

### 舞台
- 愛は家族にそして未来に（寿）
- シルバーシート 阿木翁助追悼公演（ヨシオ）
- 守護霊ですもの(耕太)
- あ～した天気になぁ～れ(大輔)

### その他
- 第24回 浅草サンバカーニバル パレードダンサー